# Othman El Kabir
Othman El Kabir, né le 17 juillet 1991 à Amsterdam aux Pays-Bas, est un footballeur néerlando-marocain évoluant au poste de milieu récupérateur.

## Biographie

### Carrière en club
Othman El Kabir naît et grandit aux Pays-Bas dans une famille marocaine. Il est le frère de Moestafa El Kabir. Le joueur prend en 2013 son départ pour la Suède, là où son frère évolue également. Il évolue en deuxième division suèdoise avec l'Ängelholms FF puis l'AFC United. Il inscrit notamment huit buts en championnat lors de l'année 2015.
En 2016, il signe un contrat de trois ans au sein du Djurgårdens IF, club évoluant en première division suédoise. Avec ce club, il marque au total sur deux saisons, huit buts en 47 matchs. 
En 2018, il signe en première division russe, au sein du club de l'Oural.
En décembre 2021, il met un terme à sa carrière footballistique à l'âge de 30 ans pour cause de nombreuses blessures.

## Palmarès

### En club
AFC United
- Vice-champion de Suède de deuxième division en 2016.

 Oural Iekaterinbourg
- Finaliste de la Coupe de Russie en 2019.